# Atomorpha obsoleta
Atomorpha obsoleta är en fjärilsart som beskrevs av Abel Dufrane. Atomorpha obsoleta ingår i släktet Atomorpha och familjen mätare. Inga underarter finns listade i Catalogue of Life.